# Sitio de Huajuapan
El Sitio de Huajuapan se libró del 5 de abril al 23 de julio de 1812, en Huajuapan, en el actual estado de Oaxaca, lugar que sufrió un sitio que duró 111 días, siendo este el más largo de la Guerra de Independencia de México.

El sitio fue sostenido por un grupo de lugareños comandados por el coronel Valerio Trujano. José Remigio Sarabia Rojas, un indio del pueblo de Santiago Nuyoo, con su astucia logró evadir el cerco de la ciudad para dar aviso al general José María Morelos, que se encontraba en Chilapa, Guerrero, que Huajuapan estaba sitiado. El sitio es considerado como uno de los hechos de armas más importantes de la segunda etapa de la guerra de independencia mexicana.
Las fuerzas insurgentes comandadas por Valerio Trujano y Miguel Bravo se reunieron con las del padre Mendoza a principios del mes de marzo de 1812 en Tamazulapan, Oaxaca, con el fin rendir al general realista José María de Régules Villasante, quien se encontraba fortificado en Yanhuitlán.
Al comienzo de los ataques insurgentes, Régules decidió retroceder y ocupar solamente la parroquia del pueblo y casas cercanas, a pesar de ello, justo cuando las avanzadas insurgentes se encontraban a punto de completar su victoria contra las fuerzas españolas, los insurgentes se retiraron. Después de este hecho, Miguel Bravo marchó con dirección a Cuautla en apoyo del Generalísimo José María Morelos y Pavón que se encontraba asediado por las tropas novohispanas, mientras que Trujano fortificó Huajuapan, ante lo cual el comandante realista Bonavia formó una división para desalojar la plaza tomada por los insurgentes.
Al mando de Régules, las tropas realistas llegaron a Huajuapan el 5 de abril de 1812, siendo unos 1500 hombres con 14 piezas de artillería. Cinco días después las tropas realistas rompieron fuego sobre la plaza, utilizando su toda su artillería contra las fortificaciones rebeldes, Trujano, careciendo de cañones, no logró responder el ataque hasta que ordenó la fabricación de artillería con las campanas de la iglesia del pueblo, del 10 de abril hasta el 24 de julio.
Los ataques realistas a la plaza fueron constantes, sin embargo estos eran rechazados por los insurgentes comandados por Trujano. El 17 de mayo fue enviado un mensajero con el fin de dar parte al general Morelos de la situación de la plaza, por lo que Morelos ordenó ponerse en marcha para auxiliar a Trujano.
Morelos se dispuso ir a Huajuapan para ayudar en el sitio, aunque este envió en un principio al general Miguel Bravo para que este combatiera. El día 23 de julio de 1812 se rompe el sitio, con la llegada del general Morelos a Huajuapan como a las cuatro de la tarde, junto con la ayuda de miles de hombres, entre ellos, Vicente Guerrero, los Galeana y los Bravo, que los realistas Régules y Caldelas habían impuesto a Trujano en el corazón de Huajuapan.
La división del general Morelos se escindió en cuatro columnas, que formaron cuatro frentes de ataque, lo que descompuso las posiciones realistas, las que decidieron emprender la huida, dejando abandonados en la plaza 30 cañones, más de mil fusiles, pertrechos de guerra, caballos, y unos 400 muertos.

## Celebración en Huajuapan
Morelos manifestó su fe religiosa (católica, ya que había estudiado en el Seminario de Valladolid) al ordenar que se realizara un novenario en honor al Señor de los Corazones para implorar su ayuda en la resistencia del sitio. El novenario concluyó exactamente el 23 de julio y coincidió con el rompimiento del sitio. Desde entonces las fiestas de Huajuapan se conmemoran en esa fecha, conservando su contenido histórico y religioso. Las festividades se realizaban en diferentes épocas del año, pero a raíz del sitio que sufrió Huajuapan se festeja el 23 de julio de cada año.
Del día 14 de julio al 24 del mismo mes, se realizan novenarios, misas y procesiones diarias en las distintas parroquias de la ciudad hasta la Catedral, que es el lugar en que se encuentra la imagen del Señor de los Corazones, organizadas por la Hermandad del Señor de los Corazones. Al final de cada evento religioso se presentan actos culturales, artísticos y recreativos, sin faltar los juegos pirotécnicos.
Por la noche del 23 de julio el obispo, junto con todos los sacerdotes de la diócesis, celebra una misa en el atrio de la Catedral para dar gracias al Señor por su ayuda en la justa heroica.
El día 24 de julio las calles se adornan con diferentes dibujos hechos con aserrín coloreado para llevar a cabo la procesión con la imagen del Señor de los Corazones, la cual va acompañada de cantos religiosos, flores y música de mariachis, recorriendo las principales calles de la ciudad; esta inicia a las ocho de la mañana y termina a la una de la tarde en la capilla del Sagrario, ubicada a un costado de la Catedral, que es el lugar en donde se deposita la imagen para que pueda ser venerada por la gente que lo acompañó durante el recorrido.
La Expo-Feria se realiza en un recinto especial construido en las afueras de la ciudad, la cual consta de áreas verdes, accesos embanquetados y pavimentados, sanitarios y alumbrado público, centro de asistencia médica, primeros auxilios, emergencias y seguridad pública. Se colocan en gran parte de la plaza variedad de juegos mecánicos, antojitos mexicanos, muestras artesanales (accesorios, ropa y dulces típicos) que proceden de diferentes regiones, estados y países, como: Michoacán, Puebla, Oaxaca, Tepecoacuilco, Guerrero, Santiago Nuyoo y Guatemala.
Empresas cerveceras colocan carpas y presentan todas las noches diversos espectáculos artísticos, llevando artistas, cómicos, modelos y dobles de cantantes; los cuales hacen que la gente que acude a estos eventos pase un rato agradable. Todas las ligas municipales organizan sus respectivos torneos (básquetbol, fútbol, fútbol rápido) los cuales se llevan a cabo en las canchas de la Unidad Deportiva.